# Monte Horebe
Monte Horebe est une ville brésilienne de l'ouest de l'État de la Paraíba.
Sa population était estimée à 4 345 habitants en 2007. La municipalité s'étend sur 116 km2.